# Sintografía
La sintografía es el proceso de generación de imágenes digitales utilizando aprendizaje automático y programas de Inteligencia artificial generativa. Esta técnica se distingue de otros métodos de creación y edición de gráficos en que la sintografía utiliza modelos de inteligencia artificial de texto a imagen para generar gráficos sintéticos. Por lo general, se logra proporcionando descripciones de texto a un programa de inteligencia artificial generativa, que interpretará esta instrucciones de entrada para crear o editar una imagen deseada.

## Etimología
El nombre sintografía fue propuesto por primera vez por Elke Reinhuber como un nombre más exacto para a un nuevo proceso de generación de imágenes. La palabra surge como la unión del latín synthĕsis y éste del griego sýnthesis, "colección, composición", y del griego graphḗ "escritura, descripción".